# Медяновка
Медяновка (укр. Мідянівка) — село,Золотаревский сельский совет,Кобелякский район,Полтавская область,Украина.
Код КОАТУУ — 5321882205. Население по переписи 2001 года составляло 272 человека.

## Географическое положение
Село Медяновка находится на правом берегу реки Кобелячка, выше по течению на расстоянии в 1,5 км расположено село Золотаревка, ниже по течению примыкает село Ганжевка, на противоположном берегу — село Яблоновка.

## Экономика
- ЧП «Урожай».